# Stylophora danae
Stylophora danae là một loài san hô trong họ Pocilloporidae. Loài này được Milne Edwards & Haime mô tả khoa học năm 1850.